# Kay Hansen
Kaylyn Susan Hansen (California, Estados Unidos, 14 de agosto de 1999) es una artista marcial mixta estadounidense que compite en la división de peso paja.

## Primeros años
Creció con una madre soltera y tres hermanas menores hasta los siete años, cuando sus padres se reunieron. A los 16 años, sus padres se separaron y se quedó con su padre a pesar del "ambiente manipulador y tóxico" que mantenía desde su infancia.
Jugaba originalmente al softball, pero después de ver a Ronda Rousey derrotar a Bethe Correia en UFC 190, decidió que prefería entrenar en artes marciales mixtas. Se entrenó bajo la dirección de Erik Paulson en Combat Submission Wrestling (CSW), compitiendo en Pankration Youth Fights para conseguir un récord invicto de 4-0.

## Carrera en las artes marciales mixtas

### Inicios
Debutó como amateur en septiembre de 2017, menos de un mes y medio después de cumplir 18 años. La pelea tuvo lugar bajo el Fight Club OC en su Gladiator MMA Championship Series 3. Luchó contra Cecilia Padilla en la división de peso mosca y ganó por nocaut técnico en el primer asalto.

### Invicta Fighting Championships
Se enfrentó a Emilee Prince el 8 de diciembre de 2017 en Invicta FC 26: Maia vs. Niedzwiedz. Ganó el combate por sumisión en el primer asalto.
Se enfrentó a Kalyn Schwartz el 24 de marzo de 2018 en Invicta FC 28: Mizuki vs. Jandiroba. Perdió el combate por TKO en el segundo asalto.
Se enfrentó a Erin Blanchfield el 16 de noviembre de 2018 en Invicta FC 32: Spencer vs. Sorenson. Perdió el combate por decisión mayoritaria.
Se enfrentó a Sharon Jacobson el 15 de diciembre de 2018 en Invicta FC 33: Frey vs. Grusander II. Ganó el combate por sumisión en el tercer asalto. Había aceptado el combate contra Jacobson con una semana de antelación, en sustitución de Kanako Murata.
Se enfrentó a Magdaléna Šormová el 3 de mayo de 2019 en Invicta FC Phoenix Series 1. Perdió el combate por decisión dividida.
Se enfrentó a Nicole Caliari el 4 de octubre de 2019 en Invicta FC 37: Gonzalez vs. Sanchez. Ganó el combate por sumisión en el tercer asalto.

### Ultimate Fighting Championship
Debutó en la UFC contra Jinh Yu Frey el 27 de junio de 2020 en UFC on ESPN: Poirier vs. Hooker. Ganó el combate por sumisión en el tercer asalto. Está victoria le valió el premio a la Actuación de la Noche.
Se enfrentó a Cory McKenna el 14 de noviembre de 2020 en UFC Fight Night: Felder vs. dos Anjos. Perdió el combate por decisión unánime.
Se esperaba que se enfrentara a Cheyanne Vlismas el 20 de marzo de 2021 en UFC on ESPN: Brunson vs. Holland. Sin embargo, se retiró por razones no reveladas y fue sustituida por Montserrat Ruiz.
Se esperaba que se enfrentara a Jasmine Jasudavicius el 15 de enero de 2022 en UFC Fight Night: Kattar vs. Chikadze. Sin embargo, el combate fue trasladado a UFC 270 el 22 de enero de 2022 por una razón no revelada. Perdió el combate por decisión unánime.
Se enfrentó a Piera Rodríguez el 9 de abril de 2022 en UFC 273. En el pesaje, pesó 118.5 libras, 2.5 libras por encima del límite de peso paja de la pelea sin título. El combate se desarrolló en un peso acordado y perdió el 20% de su bolsa, que fue a parar a Rodríguez. Perdió el combate por decisión unánime.
Fue liberada por la UFC a mediados de abril de 2022.

### Regreso Invicta Fighting Championships
El 29 de abril de 2022, se anunció que había firmado un contrato de varios combates con Invicta Fighting Championships.

## Campeonatos y logros
- Ultimate Fighting Championship
  - Actuación de la Noche (una vez) vs. Jinh Yu Frey[23]
- Invicta Fighting Championships
  - Actuación de la Noche (una vez) vs. Sharon Jacobson[36]
  - Pelea de la Noche (una vez) vs. Nicole Caliari[37]

## Récord en artes marciales mixtas
| Resultado | Récord | Oponente             | Método                                     | Evento                                | Fecha                   | Ronda | Tiempo | Localización          | Notas                                                             |
| --------- | ------ | -------------------- | ------------------------------------------ | ------------------------------------- | ----------------------- | ----- | ------ | --------------------- | ----------------------------------------------------------------- |
| Derrota   | 7-6    | Piera Rodríguez      | Decisión (unánime)                         | UFC 273                               | 9 de abril de 2022      | 3     | 5:00   | Jacksonville, Florida | Combate de peso acordado (118 libras). Hansen no alcanzó el peso. |
| Derrota   | 7-5    | Jasmine Jasudavicius | Decisión (unánime)                         | UFC 270                               | 22 de enero de 2022     | 3     | 5:00   | Anaheim, California   | Regreso al peso mosca.                                            |
| Derrota   | 7-4    | Cory McKenna         | Decisión (unánime)                         | UFC Fight Night: Felder vs. dos Anjos | 14 de noviembre de 2020 | 3     | 5:00   | Las Vegas, Nevada     |                                                                   |
| Victoria  | 7-3    | Jinh Yu Frey         | Sumisión (barra de brazo)                  | UFC on ESPN: Poirier vs. Hooker       | 27 de junio de 2020     | 3     | 2:26   | Las Vegas, Nevada     | Actuación de la Noche.                                            |
| Victoria  | 6-3    | Liana Pirosin        | Decisión (unánime)                         | Invicta FC Phoenix Series 3           | 6 de marzo de 2020      | 3     | 5:00   | Kansas City, Kansas   |                                                                   |
| Victoria  | 5-3    | Nicole Caliari       | Sumisión (estrangulamiento por guillotina) | Invicta FC 37: Gonzalez vs. Sanchez   | 4 de octubre de 2019    | 3     | 1:14   | Kansas City, Kansas   | Combate de peso mosca. Pelea de la Noche.                         |
| Derrota   | 4-3    | Magdaléna Šormová    | Decisión (dividida)                        | Invicta FC Phoenix Series 1           | 3 de mayo de 2019       | 3     | 5:00   | Kansas City, Kansas   |                                                                   |
| Victoria  | 4-2    | Sharon Jacobson      | Sumisión (barra de brazo)                  | Invicta FC 33: Frey vs. Grusander II  | 15 de diciembre de 2018 | 3     | 4:43   | Kansas City, Misuri   | Actuación de la Noche.                                            |
| Derrota   | 3-2    | Erin Blanchfield     | Decisión (mayoritaria)                     | Invicta FC 32: Spencer vs. Sorenson   | 16 de noviembre de 2018 | 3     | 5:00   | Shawnee, Oklahoma     | Combate de peso mosca.                                            |
| Victoria  | 3-1    | Helen Peralta        | TKO (codazos)                              | Invicta FC 31: Jandiroba vs. Morandin | 1 de septiembre de 2018 | 3     | 4:16   | Kansas City, Misuri   | Regreso al peso paja.                                             |
| Victoria  | 2-1    | Gabby Romero         | TKO (puñetazos)                            | CCW 7: Super Show                     | 29 de julio de 2018     | 3     | 2:00   | Campo, California     | Debut en el peso mosca.                                           |
| Derrota   | 1-1    | Kalyn Schwartz       | TKO (puñetazos)                            | Invicta FC 28: Mizuki vs. Jandiroba   | 24 de marzo de 2018     | 2     | 4:27   | Salt Lake City, Utah  |                                                                   |
| Victoria  | 1-0    | Emilee Prince        | Sumisión (barra de brazo)                  | Invicta FC 26: Maia vs. Niedzwiedz    | 8 de diciembre de 2017  | 1     | 1:23   | Kansas City, Misuri   | Debut en el peso paja.                                            |